# 지남차

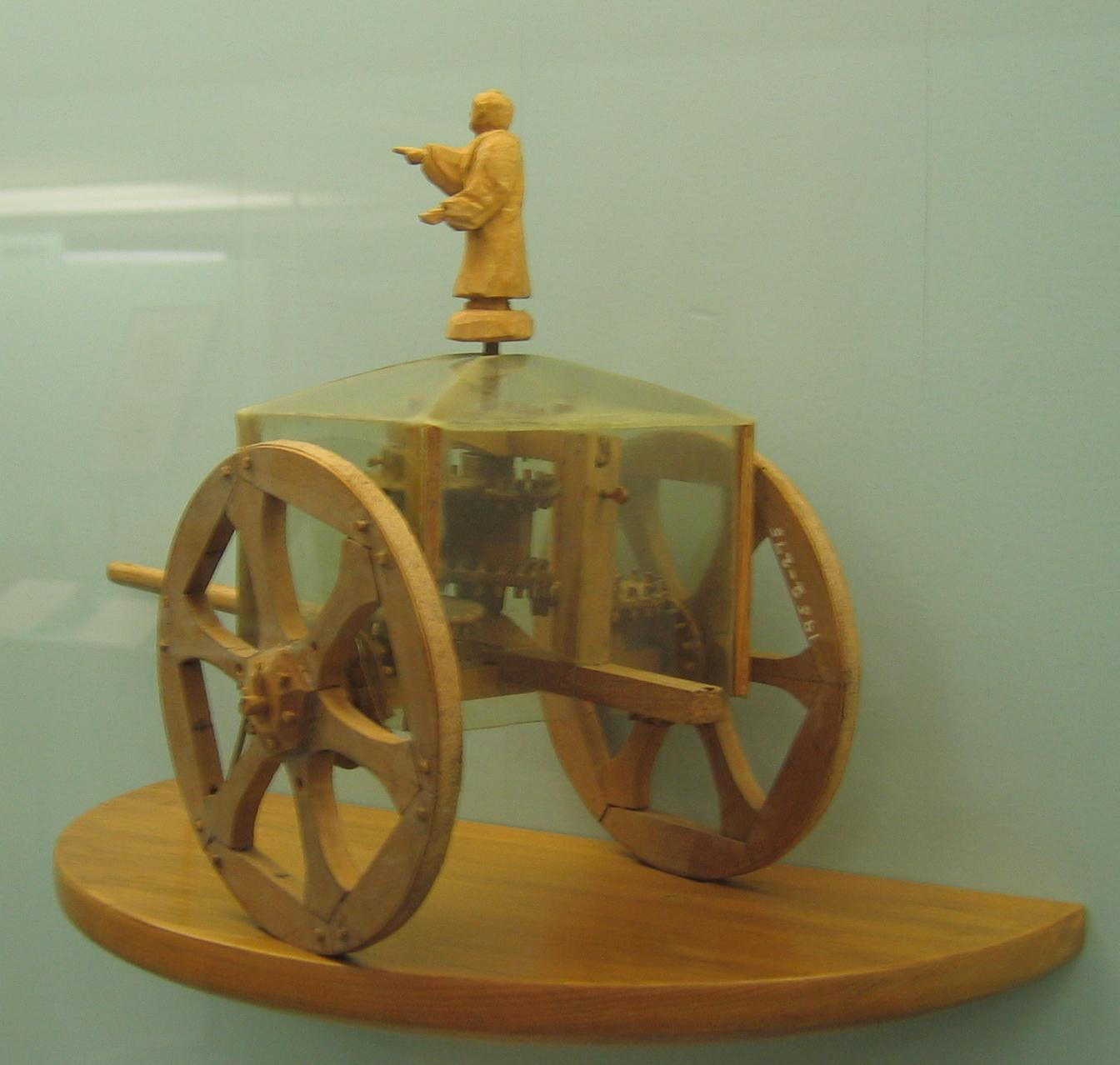
영국 런던 과학박물관 (런던)에 전시. 이 추측 모델 전차에는 차동 기어가 포함되어 있다.

지남차(指南車)는 마차가 어떻게 회전하든지 남쪽을 가리키는 움직일 수 있는 지침을 지닌 고대 중국의 이륜 차량이었다. 일반적으로 지시자는 팔을 뻗은 인형이나 인물의 형태를 취했다. 지남차는 항해를 위한 나침반으로 사용된 것으로 추정되며 다른 목적도 있었을 수도 있다.
고대 중국인은 기원전 5세기에 동옥차(洞屋车)라고 불리는 이동식 장갑차를 발명했다. 전장에서 전사를 보호하는 목적으로 사용되었다. 중국의 전쟁 마차는 창고 같은 지붕을 가진 일종의 이동식 보호 카트로 설계되었다. 성벽의 기초를 약화시키기 위해 땅을 파고 있는 공병들을 보호하기 위해 도시 요새에 굴러다니는 역할을 할 것이다. 초기 중국의 전쟁 마차는 고대 중국의 지남차 제작 기술의 기초가 되었다.
초기에 지남차에 대한 전설이 있지만, 확실하게 기록된 최초의 전차는 삼국시대 중국 위나라의 기계공학자 마균(馬鈞, 200~265경)이 만든 것이다. 고대 전차는 아직 존재하지 않지만 현존하는 많은 고대 중국 문헌에는 약 1300년까지 간헐적으로 사용되었다고 언급되어 있다. 일부에는 내부 구성 요소와 작동에 대한 정보가 포함되어 있다.
다르게 작동하는 여러 유형의 지남차가 있었을 것으로 추정된다. 대부분 또는 전부에서 회전하는 로드 휠은 지시자의 정확한 조준을 유지하기 위해 기어 메커니즘을 기계적으로 작동했다. 메커니즘에는 자석이 없었고 어느 방향이 남쪽인지 자동으로 감지하지 못했다. 여행이 시작될 때 지시자는 손으로 남쪽을 겨냥했다. 그 후, 전차가 회전할 때마다 메커니즘은 전차 본체를 기준으로 지시자를 회전시켜 회전에 대응하고 지시자가 일정한 방향인 남쪽을 향하도록 유지했다. 따라서 메커니즘은 본질적으로 누적 오류와 불확실성이 발생하기 쉬운 일종의 방향 추측 항법을 수행했다. 일부 전차의 메커니즘에는 차동 기어가 있을 수 있다.

## 같이 보기
- 기계공학